# Tetišeri
Tetišeri je bila matriarh egipčanske kraljeve družine v pozni Sedemnajsti in zgodnji Osemnajsti dinastiji.

## Družina
Tetišeri je bila hčerka Tjenne in Neferu. Imeni njenih staršev sta znani s povojev mumije, najdene v grobnici TT320 na kraljevi nekropoli pri Deir el-Bahariju. Senaktenre Ahmoz jo je izbral za svojo veliko kraljevo ženo, četudi ni bila kraljevskega porekla. Tetišeri je bila mati faraona Sekenenre Taa, kraljice Ahhotep I. in verjetno faraona Kamoza.
Faraon Ahmoz I. je postavil stelo v Abidosu, da bi oznanil gradnjo piramide in "hiše" za Tetišeri. Ahmoz jo njej imenuje "mati moje matere in mati mojega očeta, velika kraljeva žena in kraljeva mati, Tetišeri".

## Pokop, kenotaf in piramida
Tetišeri je bila zelo verjetno pokopana v Tebah in kasneje pranešena v kraljevo grobnico TT320. Nobena grobnica v Tebah še ni bila dokončno prepoznana kot njena. Mumija, znana kot "Neznana ženska B", bi lahko bila njena in je bila skupaj z drugimi člani kraljeve družine ponovno pokopana v kraljevi grobnici TT320.
Faraon Ahmoz I. je sredi obsežnega pokopališkega kompleksa v Abidosu njej v čast zgradil spominsko zgradbo ali kenotaf. Zgradbo iz blatnih zidakov so odkrili leta 1902. V njej so našli spominsko stelo s posvetilom Ahmoza I. in njegove sestre-žene Amhoz-Nefertari.
Odkritelj C.T. Currelly je prepričan, da se pisna omemba Tetišerine piramide ne nanaša na zgradbo, v keteri je bila stela najdena, pač pa na bolj impozantno piramido, povezano z velikim pogrebnim templjem ob njenem vznožju, odkritem leta 1900. Nedavna odkritja kažejo, da tega prepričanja ni več mogoče zagovarjati. Temelji zgradbe, ki jih je Currelly leta 1903 opisal kot svetišče ali mastabo, so se med raziskavami leta 2004 pokazali kot najnižji sloji opečne piramide, zadnje kraljičine piramide, ki so jo zgradili v Egiptu. Odkriti so bili tudi deli apnenčastega piramidiona ali vršnega kamna, kar je dokončno pokazalo, da je imela zgradba obliko piramide. Magnetna raziskava je razkrila tudi opečno ogrado v velikosti približno 70 x 90 metrov, ki je prejšnji arheologi niso zaznali. Vse najdbe se ujemajo z opisanimi na Ahmozovi steli: piramida in ograjen prostor, zgrajen sredi Ahmozovega lastnega pokopališkega kompleksa.
V Britanskem muzeju je kipec kraljice Tetišeri z njenim imenom, ki je verjetno ponarejen